# Castrogonzalo
Castrogonzalo es un municipio y localidad española de la provincia de Zamora, en la comunidad autónoma de Castilla y León.
El municipio, situado en la comarca de Benavente y Los Valles, está formado por las localidades de Castrogonzalo y de Paradores de Castrogonzalo. Cuenta con una superficie de 25,11 km² y, según  las cifras oficiales de población de los municipios españoles, publicadas por el INE, a 1 de enero de 2024 Castrogonzalo contaba con una población de 430 habitantes, de los que 235 eran hombres y 195 mujeres.
Parte de su término municipal se integra dentro de la ZEPA Penillanuras-Campos Sur.

## Topónimo
Castro viene del vocablo latino «castrum 'fortaleza'», lo que hace suponer la existencia en este municipio de un poblado de cierta importancia, por lo general prerromano o de época romana, como posición estratégica en una elevación sobre el Esla-Cea.
Respecto a la segunda parte de su nombre, tradicionalmente se considera que los topónimos de origen árabe se deben a las migraciones de mozárabes llegados a tierras del norte peninsular a partir de mediados del siglo VIII, tras las repoblaciones efectuadas por Alfonso I de Asturias. Sin embargo, las últimas teorías señalan que es probable que el tránsito de tropas árabes y bereberes conllevase el reforzamiento de algunos núcleos de hábitat o la creación de otros nuevos asentamientos estables, además de una aculturación que transformaría sus topónimos en otros de raigambre arábiga o una imposición por parte de los colonizadores que se asentaron en el lugar. Es el caso, entre otros, de Castro Gundisalvo de Ibn Muza, Castrillo de Muza, Mahamud, Quintanayús, Sarracín, Villasarracín, Villaboyana, Villambrán, Villahizán y Villaquirán.
Castrogonzalo debe su nombre a un mozárabe, según se documenta en una escritura del 936 en que se le llama «Castrum Gundisalvo iben Muza» y se hace pasar por él la divisoria de la diócesis de León. Castrogonzalo era punto de paso sobre el Esla-Cea, por su puente, y un camino que se dirigía a la Lampreana (“carrale que discurrit de Castro Gundisalvo ad Lampriana”). En el 982 se dona al monasterio de Santiago de León una villa llamada «Kastro Gundisalviz» y sigue teniendo importancia en 1038 cuando pasa a manos del Monasterio de San Antonio; ahora se le llama «Castro Gundisalvo» y «Castrum Gonzalvo»; en 1139 se refiere como «Castrogonçalo» y en 1199 «Castrum Gonzalviz». Gonzalo es un antropónimo de origen germánico compuesto de “GUNDI” (=lucha) y “SALWA” (emparentado con el latín “SALVUS”= salvo).

## Símbolos
El escudo y la bandera municipal fueron aprobados por la Diputación de Zamora en la sesión ordinaria celebrada el 26 de noviembre de 1975. El escudo heráldico y la bandera municipal tienen la siguiente descripción textual:
Escudo
De gules puente de plata mazonado de sable, sumado de dos torres también de plata mazonadas de sable y aclaradas de gules, unidas por cadena de plata sobre ondas de plata y azur. Al timbre Corona Real Cerrada.
Bandera
Rectangular, de proporciones 2:3 formada por tres franjas en proporciones 2/3, 1/6 y 1/6, siendo roja con dos torres blancas la superior, blanca la intermedia y azul la inferior.

## Geografía
Está integrado en la comarca de Benavente y los Valles de la provincia de Zamora, situándose a 69 kilómetros de la capital provincial. El término municipal está atravesado por la autovía del Noroeste entre los pK 254 y 259 así como por la carretera N-630 que se dirige hacia Zamora y por la N-610 que se dirige hacia Palencia. 
El relieve del territorio está definido por el final de las amplias llanuras de la Tierra de Campos cuyo límite en esta zona está establecido por el río Esla que recorre el término municipal por el noroeste tras recibir las aguas del río Cea. El pueblo se alza a 745 metros sobre el nivel del mar, si bien a orillas del río Esla la altura desciende hasta los 700 metros. 
| Noroeste: Benavente                     | Norte: Fuentes de Ropel    | Noreste: Fuentes de Ropel      |
| Oeste: Benavente, Villanueva de Azoague |                            | Este: Fuentes de Ropel         |
| Suroeste: Villanueva de Azoague         | Sur: San Esteban del Molar | Sureste: San Esteban del Molar |

## Historia

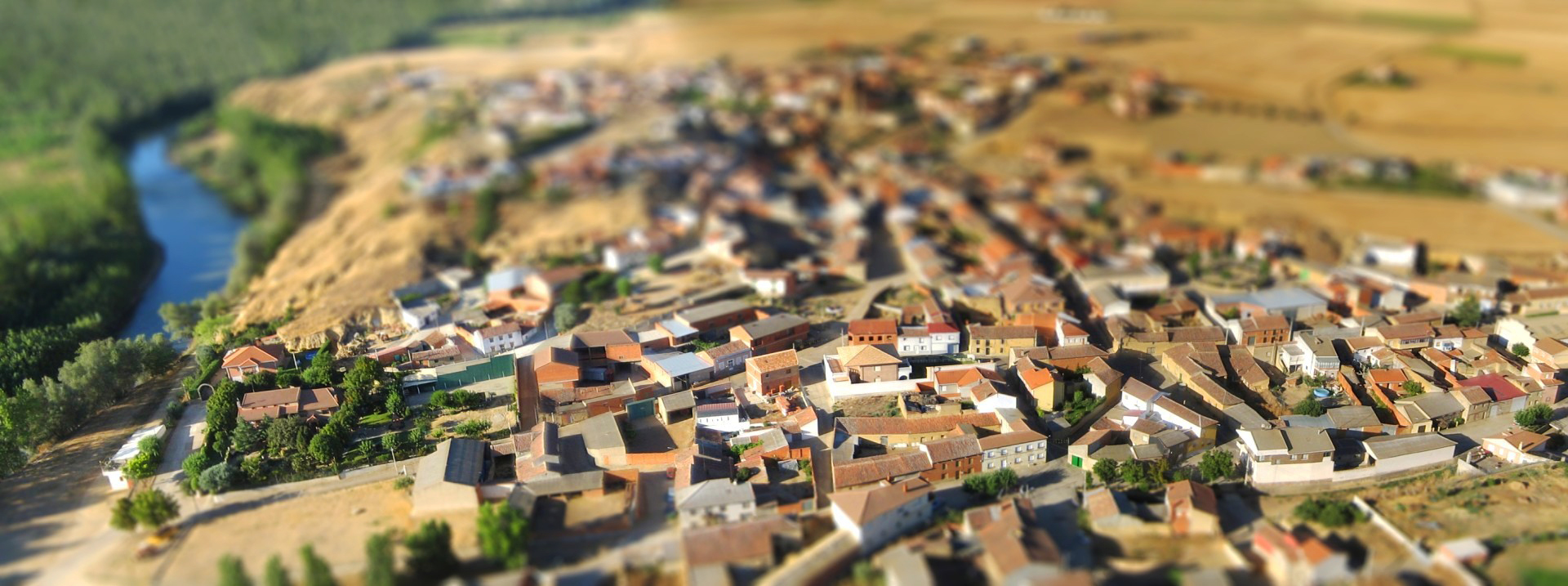
Barrio abajo.

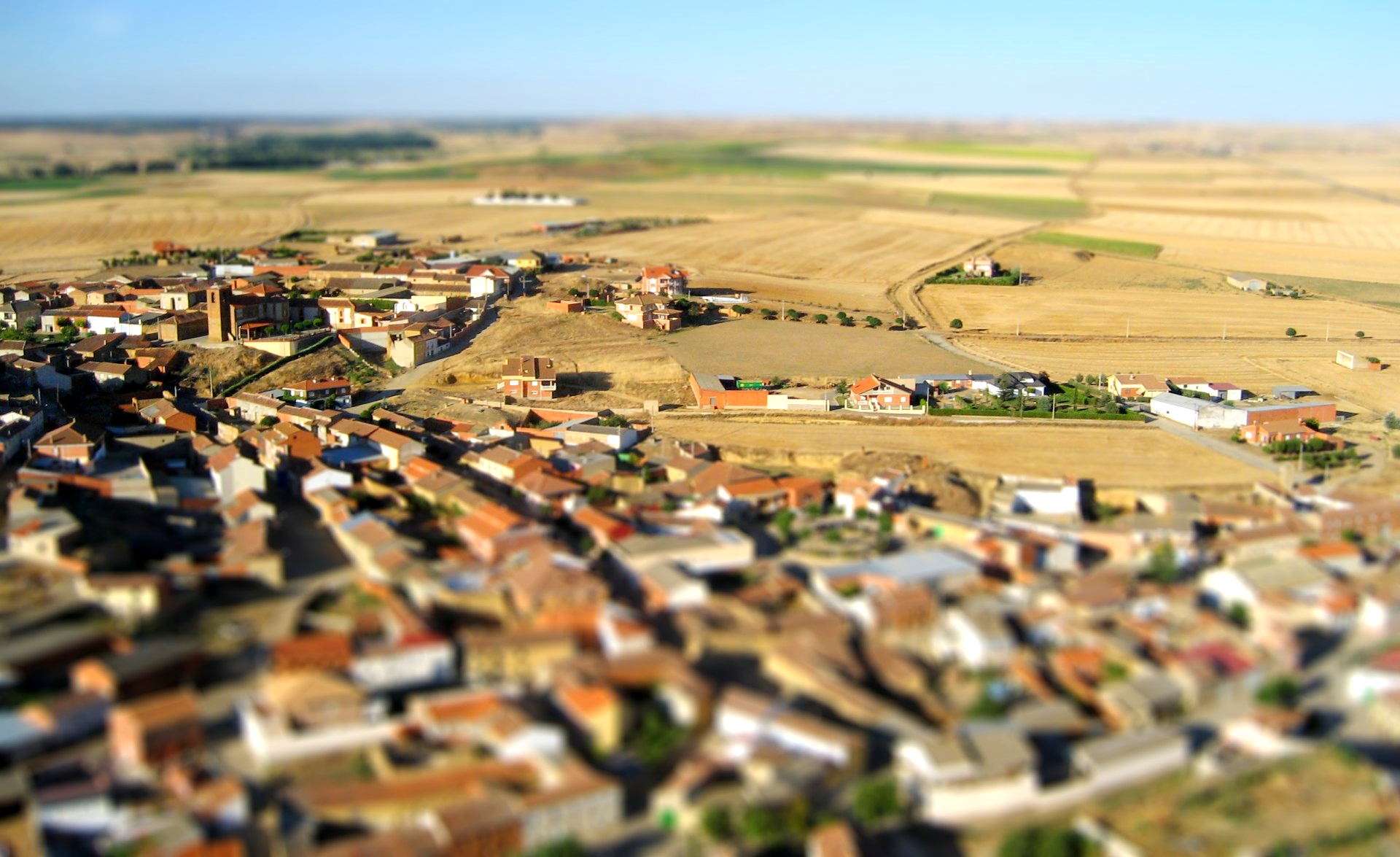
Barrio arriba.

La localidad tiene su origen en el castro que se ubicó en el teso de «El Castillo», situado a 758 metros de altitud junto al río Esla, este último a unos 705 metros altitud. El paraje contó con un poblado de considerables dimensiones, en el que se han hallado materiales cerámicos correspondientes a la Edad del Hierro, aunque también cuenta con evidencias de reocupaciones posteriores de época medieval. Su flanco occidental estuvo defendido por el brusco precipicio que originó el Esla, mientras que en el resto de sectores tuvo que contar con defensas artificiales. El castro estaba situado en una posición privilegiada desde la que se dominaba visualmente una parte del borde sudoccidental de la Tierra de Campos y la vega del Esla con la confluencia sobre este río del río Cea. Su posición, junto con el control del paso sobre el río Esla a través de un antiguo puente, determinaron totalmente el devenir histórico de esta población.
Su posición y su indudable papel militar hicieron que Castrogonzalo apareciera ya citado en las fuentes documentales de la primera mitad del siglo X. De esta época son los diplomas leoneses en los que se le menciona como Castro de Gundisalvo y Castrum Gundisalvo Iben Muza. La última de las dos, ha sido interpretada en el sentido de que la repoblación de este lugar se realizó con la participación de algún contingente de población mozárabe, bajo la supervisión o dirección de un tal Gonzalo, hijo de Muza, del que apenas conocemos otros pormenores, pero que desempeñó algún tipo de función política o militar en los círculos más próximos al poder real. Sin embargo, recientes estudios han relativizado este planteamiento, pues la arabización onomástica no implica necesariamente la pertenencia a comunidades mozárabes. Los nuevos pobladores se asentaron en torno al antiguo castro prehistórico, tal vez reaprovechando las antiguas infraestructura defensivas, y lo convirtieron en el centro de un territorio, es decir, de él dependerían varias villas, aldeas u otros núcleos de población menores. A su vez, Castrogonzalo se uniría a otros castros para formar una red defensiva y administrativa del territorio, dentro del Reino de León.
A partir de la segunda mitad del siglo X la trayectoria del castro resulta azarosa y conflictiva, pasando su propiedad por diversas manos y situaciones. En el 982 es una de las heredades del legado testamentario que entrega la religiosa Aroza al monasterio de Santiago de León. En el año 1017, el rey Alfonso V de León donó Castrogonzalo a Pedro Fernández, mientras que entre 1141 y 1150, la infanta Elvira, hija de Alfonso VI de León, figura como tenente de Castrogonzalo, quedando vinculada tras ella esta localidad al concejo de Benavente, formando parte de la denominada «Merindad de Allende el Río».
La separación política de León y Castilla a la muerte de Alfonso VII de León en 1157, hizo que las plazas militares más o menos próximas a la difusa línea fronteriza entre ambos reinos adquirieran un particular interés para ambas monarquías. La sucesión de fases de actividad militar y de paz, así como la falta de accidentes geográficos fácilmente reconocibles, hacen difícil concretar sobre el terreno las zonas que controlaba cada reino en Tierra de Campos. En cualquier caso, Castrogonzalo no se encontraba estrictamente en la frontera entre León y Castilla, pero sí en las tierras que podían ser objeto de litigio entre ambos reinos, por lo que su fortificación adquirió un renovado interés en estos años y se convirtió en moneda de cambio habitual en los entresijos de la alta política. Uno de los hechos más relevantes en los que Castrogonzalo se vio implicado fue en el año 1199, cuando Castrum Gonzalui es entregado como parte de la dote de treinta castillos leoneses con sus alfoces, tras la boda en 1197 entre Alfonso IX de León con su sobrina Berenguela de Castilla, hija del monarca castellano. En el 1206, con ocasión del tratado de Cabreros, Alfonso IX y Alfonso VIII de Castilla llegan a un nuevo acuerdo para delimitar la frontera, concretar la soberanía sobre los castillos y dejar despejada la línea sucesoria en León a favor de Fernando, nieto del rey Castellano. El tratado resultó ventajoso para los intereses castellanos. Berenguela cedió Cabreros a su hijo y renunciaba a la tenencia de los castillos de las arras, entre los que estaba Castrogonzalo, pero los castellanos no hicieron efectiva la devolución comprometida. Como consecuencia, el rey leonés en 1212 ocupó Castrogonzalo por la fuerza junto con otras largamente demandadas, aprovechando la campaña de Alfonso VIII contra los almohades.En 1230, al unificarse definitivamente los dos reinos, Fernando III de Castilla acordó con sus hermanas el pago de una indemnización por los derechos sucesorios, poniendo como garantía nuevamente Castrogonzalo, junto con otras plazas leonesas.

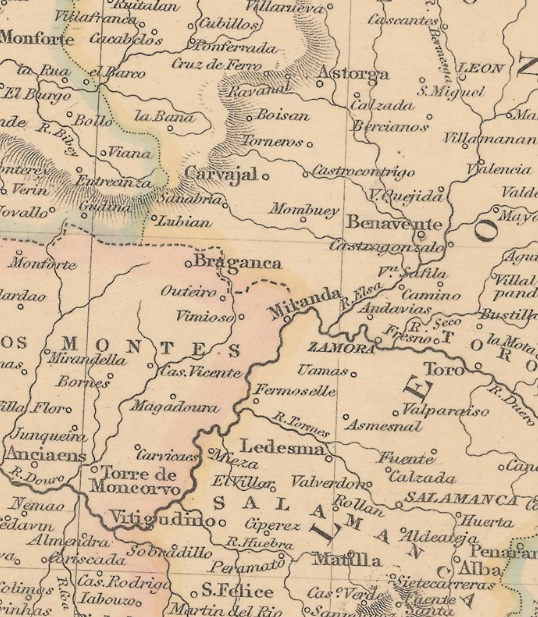
Detalle del mapa "Spain and Portugal" realizado por John Betts en 1838, en el que se puede apreciar Castrogonzalo.

En 1466, durante el mandato del IV conde de Benavente, Rodrigo Alfonso Pimentel (1451-1499), se documenta la ejecución de una serie de obras de refortificación de la Mota de Castrogonzalo. Una mirada rápida al contexto político del reino en torno a esta fecha pone de manifiesto que estos trabajos no son producto de un capricho del conde, o de una coyuntura estrictamente concejil o comarcal, si no que se debían a la rivalidad mantenida en el tiempo entre los Osorio y los Pimentel explica, junto con la convulsa coyuntura política del reino. De esta forma, el conde de Benavente refuerza su posición estratégica en el paso del Esla, justo en los límites del condado y en el territorio que es colindante con Fuentes de Ropel, antigua aldea del concejo de Benavente que había pasado a los dominios de los Osorio. Además, también era vital mantener y consolidar Castrogonzalo para evitar la pérdida de otro enclave no menos importante: San Miguel del Valle, auténtica cabeza de puente aislada ahora totalmente en las tierras hostiles de los Osorio.
Castrogonzalo fue una de las localidades que integraban la «provincia de las Tierras del Conde de Benavente», formando parte de la «receptoría de Benavente y su Tierra». Esta provincia que se extendía por tierras de la citada casa condal en las actuales provincias de Zamora, León, Orense y Valladolid, tiene la peculiaridad de que considerándose parte del reino de León, de cara al voto en Cortes dependía de la ciudad de Valladolid, ciudad en la que residía el conde, si bien la provincia de las Tierras del conde de Benavente tenía cierta autonomía a la hora de la recaudación de los impuestos en su territorio.
Castrogonzalo pasó a formar parte de la provincia de Zamora tras la reforma de la división territorial de España en 1833. De esta forma continuó encuadrado dentro de la región leonesa, si bien esta última carecía de cualquier tipo de competencia u órgano común a las provincias que agrupaba, teniendo un mero carácter clasificatorio, sin pretensiones de operatividad administrativa. Tras la constitución de 1978, y la diversa normativa que la desarrolla, Castrogonzalo pasó a formar parte en 1983 de la comunidad autónoma de Castilla y León, en tanto municipio adscrito a la provincia de Zamora.

## Geografía humana

### Demografía
Cuenta con una población de 430 habitantes (INE 2024).
| Gráfica de evolución demográfica de Castrogonzalo entre 1842 y 2021                                                                                                 |
| |
| Población de derecho según los censos de población del INE Población de hecho según los censos de población del INEEn este censo se denominaba Castro Gonzalo: 1842 |